# Ionizációs energia

Az ionizációs energia (E_{i}) periódusos trendjei a rendszám függvényében. Látható, hogy az egyes periódusokon belül az elemek E_{i} értéke (színes kör) a periódusos rendszer első oszlopában (az alkálifémeknél) a legkisebb, és az utolsó oszlophoz (a nemesgázokhoz) eljutva éri el maximumát. Az egyes periódusok határát függőleges vonal, valamint a periódust lezáró nemesgáz vegyjele jelöli. Az ionizációs energia maximuma a periódus számának növelésével csökken, mivel az újabb és újabb elektronhéjak hozzáadásával a legkülső elektronok egyre távolabb kerülnek az atommagtól

Az ionizációs energia – jele Ei – a fizikában és kémiában az a legkisebb energiamennyiség, amely a leggyengébben kötött elektron – a vegyértékelektron – egyedülálló, semleges atomból vagy molekulából történő eltávolításához szükséges. Képlettel leírva:
X(g)  + energia →  X+(g) + e−
ahol X ionizálható atom vagy molekula, X+ az elektron eltávolításával kapott kation, e− pedig az eltávolított elektron. Az elektron eltávolítása általában endoterm folyamat, jellemzően minél közelebb van a legkülső elektron az atommaghoz, annál nagyobb az ionizációs energia.
A fizikában az egyetlen elektronnak egyetlen atomból vagy molekulából történő eltávolításához szükséges energiát szokás használni, ezt elektronvolt egységben adják meg. A kémiában jellemzően egy mól anyagra vonatkoztatott mennyiséget, moláris ionizációs energiát vagy entalpiát használnak, ennek mértékegysége kJ/mol.
A kémiai elemek periódusos rendszerében összehasonlítva az Ei értékeket két trend fedezhető fel:
1. egy perióduson (soron) belül balról jobbra haladva Ei értéke jellemzően növekszik
2. egy csoporton (oszlopon) belül lefelé haladva Ei értéke jellemzően csökken.

Az utóbbi tendencia annak a következménye, hogy az oszlopban lefelé haladva periódusonként eggyel több belső elektronhéj van, így a legkülső elektronhéj egyre távolabb kerül az atommagtól.
Az n-edik ionizációs energia az (n−1) töltésű részecskéből egy elektronnak az eltávolításához szükséges energiája. Az első három ionizációs energia definíciója például a következő:
1. ionizációs energia
X →  X+ + e−
2. ionizációs energia
X+ →  X2+ + e−
3. ionizációs energia
X2+ →  X3+ + e−
Az ionizációs potenciál az ionizációs energia régebbi elnevezése, a legrégebbi módszer szerint az ionizációs energiát ugyanis úgy mérték, hogy ionizálták a mintát, majd az eltávolított elektront elektrosztatikus potenciállal gyorsították. Ez a kifejezés ma már kerülendő.
Az ionizációs energiát befolyásoló néhány tényező:
1. Az atommag töltése: minél nagyobb az atommag töltése, annál erősebben kötődnek az elektronok az atommaghoz, így az ionizációs energia értéke is nagyobb lesz.
2. Az elektronhéjak száma: minél nagyobb méretű az atom, annál gyengébben kötődnek az elektronok az atommaghoz, az ionizációs energia ezért kisebb lesz.
3. Effektív magtöltés (Zeff): minél nagyobb a törzselektronok penetrációja és – az atommag pozitív töltését – árnyékoló hatása, annál kevésbé kötődnek a maghoz a külső elektronok és annál kisebb lesz számukra Zeff, így ionizációs energiájuk is kisebb lesz.[5]
4. Az ionizált atompálya típusa: a stabilabb elektronkonfigurációval rendelkező atom nehezebben ad le elektront, így ionizációs energiája nagyobb.
5. Az alhéj betöltöttsége is számít: ha egy alhéj félig vagy teljesen be van töltve, akkor nehezebben lehet róla elektronokat eltávolítani.

## Értékek és trendek

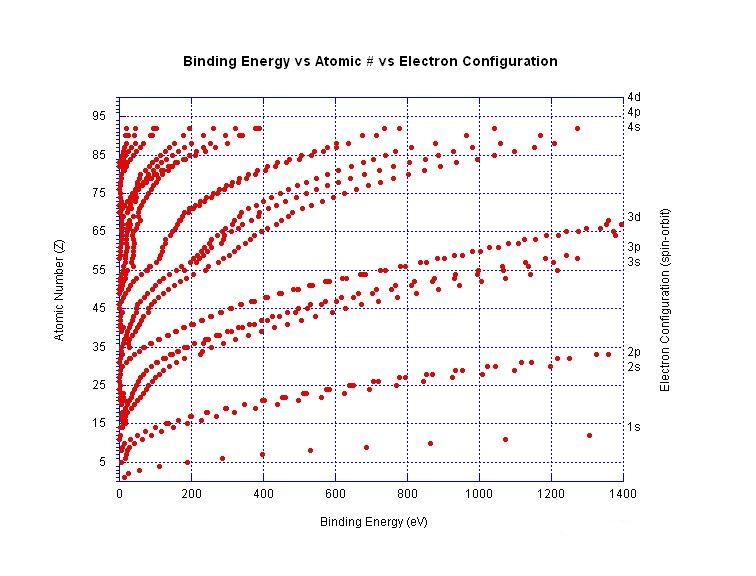

Az (n+1)-edik ionizációs energia általában magasabb, mint az n-edik. Ha a következő elektront ugyanarról a héjról kell eltávolítani, akkor az ionizációs energia növekedését elsősorban az okozza, hogy nagyobb pozitív töltésű ionból kell a negatív elektront kiszakítani: a nagyobb töltés miatt erősebb az elektrosztatikus vonzás, ennek leküzdése több energiát igényel. Ráadásul ha a következő elektron belsőbb pályán található, akkor a mag és elektron közötti jóval kisebb távolság nagyobb elektrosztatikus vonzóerővel jár, és ezt az erőt nagyobb úthosszon kell legyőzni ahhoz, hogy az elektront az atomból eltávolítsuk. Ez a két tényező tovább növeli az ionizációs energiát.
A harmadik periódus elemeire néhány érték az alábbi táblázatban látható:
| Elem | Első  | Második | Harmadik | Negyedik | Ötödik | Hatodik | Hetedik |
| ---- | ----- | ------- | -------- | -------- | ------ | ------- | ------- |
| Na   | 496   | 4560    |          |          |        |         |         |
| Mg   | 738   | 1450    | 7730     |          |        |         |         |
| Al   | 577   | 1816    | 2881     | 11600    |        |         |         |
| Si   | 786   | 1577    | 3228     | 4354     | 16100  |         |         |
| P    | 1060  | 1890    | 2905     | 4950     | 6270   | 21200   |         |
| S    | 999,6 | 2295    | 3375     | 4565     | 6950   | 8490    | 27107   |
| Cl   | 1256  | 2260    | 3850     | 5160     | 6560   | 9360    | 11000   |
| Ar   | 1520  | 2665    | 3945     | 5770     | 7230   | 8780    | 12000   |

Az egymást követő moláris ionizációs energiákban nagy ugrás jelentkezik a nemesgázkonfiguráció átlépésekor. Például a fenti táblázatban látható, hogy a magnézium első két moláris ionizációs energiája (a magnéziumatom két 3s elektronjának eltávolítása) a harmadiknál sokkal kisebb, utóbbi ugyanis a neon konfigurációjú Mg2+-ból a 2p elektron eltávolítását igényli, ez azonban jóval közelebb van a maghoz, mint az előző 3s elektron.
Az ionizációs energia a periódusos rendszeren belül is trendet mutat. Egy perióduson belül balról jobbra, vagy egy csoporton belül felfelé haladva az első ionizációs energia néhány kivételtől – például a fenti táblázatban az alumínium és kén esetétől – eltekintve általában nő. Ahogy egy perióduson belül nő a mag töltése, úgy csökken az atom sugara, és kerül közelebb a maghoz az elektronfelhő.

## Elektrosztatikus magyarázat
Az atomok ionizációs energiája megjósolható, ha megvizsgáljuk az elektrosztatikus potenciált a Bohr-féle atommodellben.
Tekintsünk egy −e töltésű elektront és egy +Ze töltésű atommagot, ahol Z a magban található protonok száma. A Bohr-modell szerint ha egy elektron megközelítene egy atomot és az megkötné, akkor annak magjától egy meghatározott a távolságba kerülne.
Az atommagtól a távolságra a V elektrosztatikus potenciál egy végtelen távol lévő pontra vonatkoztatva az alábbi:
{\displaystyle V={\frac {Ze}{a}}\,\!}
Mivel az elektron töltése negatív, a pozitív elektrosztatikus potenciál befelé húzza. Az ahhoz szükséges energia, hogy az elektron ki tudjon jutni ebből a potenciálgödörből és elhagyja az atomot:
{\displaystyle E=eV={\frac {Ze^{2}}{a}}\,\!}
Ezzel még nem tártuk fel teljesen a problémát, mivel az a távolság ismeretlen változó. További pontosítás tehető, ha a kémiai elemek minden egyes elektronjához hozzárendelünk egy jellemző távolságot, melyet úgy választunk meg, hogy a fenti képlet egyezzen a kísérleti eredményekkel.
Ezt a modellt jelentősen bővíthetjük félklasszikus megfontolásokkal, amikor is a momentum kvantált. Ez a megközelítés nagyon jól működik a hidrogénatom esetén, amelyben csak egyetlen elektron található. Körpálya esetén az impulzusmomentum nagysága:
{\displaystyle L=|{\boldsymbol {r}}\times {\boldsymbol {p}}|=rmv=n\hbar }
Az atom teljes energiája a mozgási és a potenciális energia összege:
{\displaystyle E=T+U={\frac {p^{2}}{2m_{\rm {e}}}}-{\frac {Ze^{2}}{r}}={\frac {m_{\rm {e}}v^{2}}{2}}-{\frac {Ze^{2}}{r}}}
A mozgási energia tagból a sebesség kiejthető, ha a Coulomb-féle vonzást egyenlőnek vesszük a centripetális erővel:
{\displaystyle T={\frac {Ze^{2}}{2r}}}
Az impulzusmomentumot v-re megoldva és ezt behelyettesítve a kinetikus energia kifejezésébe az alábbi összefüggés adódik:
{\displaystyle {\frac {n^{2}\hbar ^{2}}{rm_{\rm {e}}}}=Ze^{2}}
Ez megalapozza a sugár n-től való függését, azaz:
{\displaystyle r(n)={\frac {n^{2}\hbar ^{2}}{Zm_{\rm {e}}e^{2}}}}
Az energiát így Z, e és r segítségével fejezhetjük ki. A fenti összenergiát leíró kifejezésbe behelyettesítve a kinetikus energia új értékét kapjuk:
{\displaystyle E=-{\frac {Ze^{2}}{2r}}}
A legkisebb érték akkor adódik, ha n=1, r pedig az a0 Bohr-sugár, melynek értéke {\displaystyle {\frac {\hbar ^{2}}{me^{2}}}}. Az energia így kifejezhető a Bohr-sugár segítségével:
{\displaystyle E=-{\frac {1}{n^{2}}}{\frac {Z^{2}e^{2}}{2a_{0}}}=-{\frac {Z^{2}13,\!6\ \mathrm {eV} }{n^{2}}}}

## Kvantummechanikai leírás
A teljesebb kvantummechanikai kép szerint az elektron helyét legjobban egy elektronfelhőn, azaz atompályán belüli valószínűségi eloszlással lehet leírni. Az energia ezen atompálya egészének integrálásával kapható. A felhő matematikai leírása a hullámfüggvény, melyet Slater determinánsokból képeznek.
Az n-edik ionizációs energia kiszámításához általánosságban a {\displaystyle Z-n+1} és {\displaystyle Z-n} elektront tartalmazó rendszerek energiájának meghatározása szükséges. Ezen energiákat pontosan csak a legegyszerűbb rendszerek (azaz például a hidrogénatom) esetében lehet kiszámítani, aminek elsősorban az az oka, hogy az elektronkorrelációs kifejezések integrálása bonyolult. Emiatt a gyakorlatban közelítő módszereket használnak, ezek bonyolultsága (számítási ideje) és pontossága – a kísérleti adatokkal való egyezése – változó. A legegyszerűbb közelítésben az ionizációs energiák a Koopmans-tétel alapján számíthatók.

## A molekulák vertikális és adiabatikus ionizációs energiája

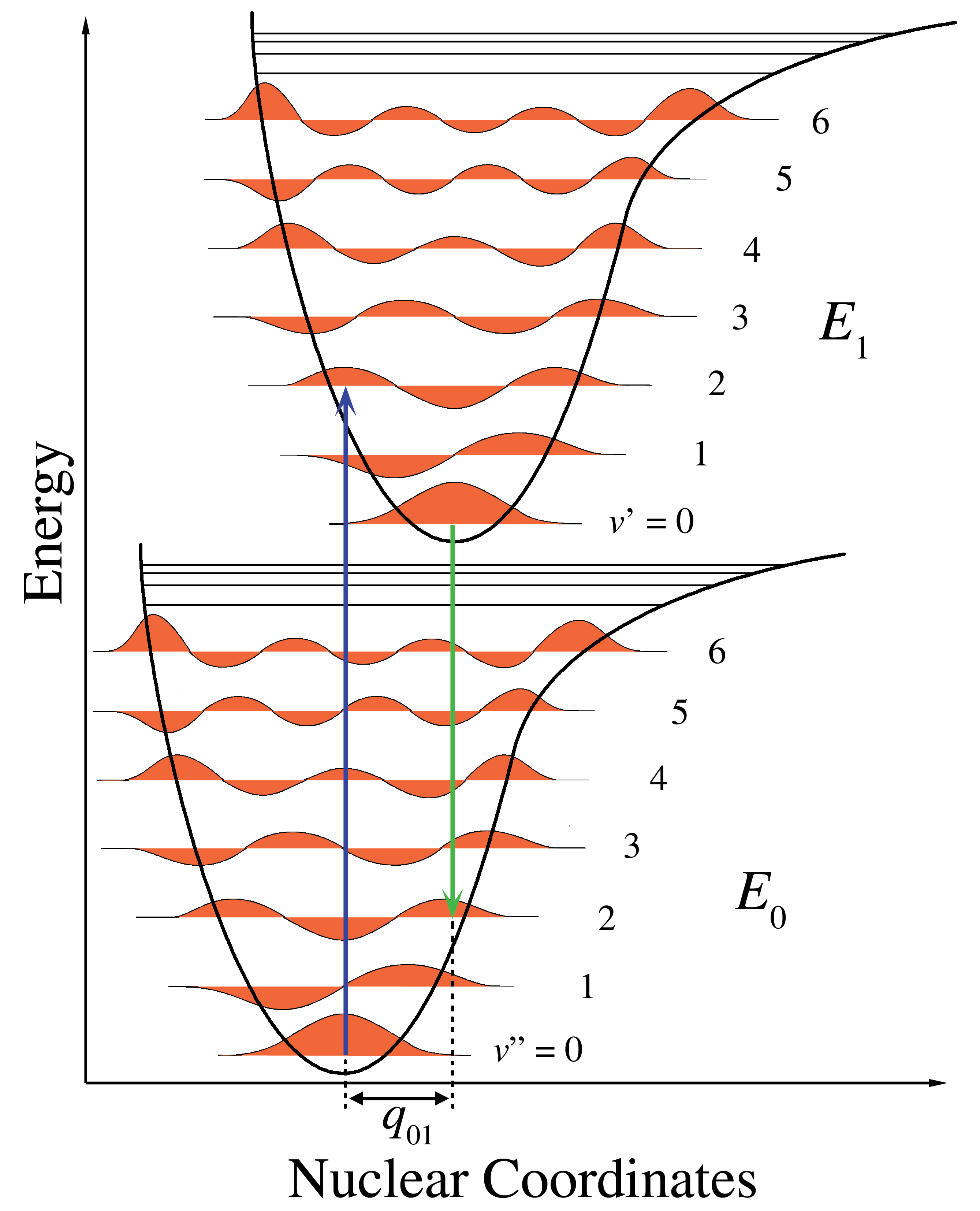
1. ábra A Franck–Condon-elv energiadiagramja. Kétatomos molekula ionizációjánál a kötéshossz az egyetlen magkoordináta. Az alsó görbe a semleges molekula potenciálgörbéje, a felső a nagyobb kötéshosszal rendelkező pozitív ioné. A kék nyíl mutatja a vertikális ionizációt, a molekula átmenetét alapállapotból a v=2 rezgési állapotú ionba

A molekulák ionizációja gyakran azok alakjának változását okozza, és kétféle (első) ionizációs energia definiálható – adiabatikus és vertikális.

### Adiabatikus ionizációs energia
Egy molekula adiabatikus ionizációs energiája az a legkisebb energiamennyiség, mely ahhoz szükséges, hogy egy semleges molekulából eltávolítsunk egy elektront, azaz a semleges részecske és a pozitív ion rezgési alapállapotának (v" = 0, illetve v' = 0 szint) energiakülönbsége. Az egyes részecskék meghatározott egyensúlyi geometriája nem befolyásolja ennek értékét.

### Vertikális ionizációs energia
Mivel az ionizáció során a molekula geometriája változhat, egyéb átmenet is létezhet a semleges részecske rezgési alapállapota és a pozitív ion gerjesztett rezgési állapotai között. Más szóval az ionizációhoz a rezgés gerjesztése társul. Az ilyen átmenetek intenzitását a Franck–Condon-elv magyarázza, amely szerint a legvalószínűbb és legnagyobb intenzitású átmenet az ion azon gerjesztett rezgési állapotánk felel meg, amelynek geometriája a semleges molekuláéval azonos. Ezt az átmenetet nevezik „vertikális” ionizációnak, mivel a potenciálisenergia-diagramon ez egy teljesen függőleges vonalnak felel meg (lásd 1. ábra).
Kétatomos molekula esetében a geometriát a két atom közötti kémiai kötés hossza határozza meg. Ha egy elektront eltávolítunk egy kötő molekulapályáról, akkor a kötés erőssége gyengül, a hossza pedig nő. Az 1. ábrán az alsó potenciálgörbe a semleges molekuláé, a felső a pozitív ioné. Mindkét görbe a kötéshossz függvényében ábrázolja a potenciális energiát. A vízszintes vonalak az egyes – rezgési hullámfüggvénnyel társuló – rezgési szinteknek felelnek meg. Mivel az ionban a kötés gyengébb, benne a kötéshossz nagyobb. Ezt a hatást mutatja, hogy az ionban a potenciális energia minimuma a semleges részecskééhez képest jobbra – a nagyobb távolság felé – van eltolódva. Az adiabatikus ionizáció az ion rezgési alapállapotába irányuló átlós átmenet. A vertikális ionizáció az ion rezgési gerjesztésével is járhat, ami többletenergiát igényel.
Számos esetben az adiabatikus ionizációs energia az érdekesebb fizikai mennyiség, mivel a két potenciálisenergia-felület közötti energiakülönbséget adja meg. Ugyanakkor az adiabatikus ionizációs energiát kísérletileg általában nehéz meghatározni, míg a vertikális átmenet energiáját könnyű azonosítani és mérni.

## Az ionizációs energiához hasonló mennyiségek más rendszerekben
Bár az ionizációs energia kifejezést nagyrészt gázfázisú atomokra vagy molekulákra használjuk, több hasonló – valamilyen fizikai rendszerből egy elektron eltávolításához szükséges – mennyiség is létezik.

### Az elektron kötési energiája
Az elektron kötési energiája az ionizációs energia általánosítása, bármekkora töltésű részecskére értelmezhető. A kloridionban az elektron kötési energiája például az a legkisebb energia, amely ahhoz szükséges, hogy egy −1 töltésű klóratomból egy elektront eltávolítsunk. Ebben a példában az elektron kötési energiája megegyezik a semleges klóratom elektronaffinitásának értékével. További példának tekintsük a dikarboxilát aniont – −O2C(CH2)8CO−2 –, ennél az elektron kötési energiája az anionból egy elektron eltávolításához szükséges energia.

### Kilépési munka
A kilépési munka az a legkisebb energiamennyiség, amely egy elektronnak egy szilárd felületből történő eltávolításához szükséges.

## Fordítás
Ez a szócikk részben vagy egészben  az   Ionization energy című angol Wikipédia-szócikk ezen változatának fordításán alapul.  Az eredeti cikk szerkesztőit annak laptörténete sorolja fel. Ez a jelzés csupán a megfogalmazás eredetét és a szerzői jogokat jelzi, nem szolgál a cikkben szereplő információk forrásmegjelöléseként.